# I Hate Myself and Want to Die
«I Hate Myself and Want to Die» (с англ. — «Я ненавижу себя и хочу умереть») — песня американской гранж-группы Nirvana, изданная на стороне «Б» сингла «Pennyroyal Tea».

## О песне
Во время проигрыша Курт Кобейн читает отрывок из книги Джека Хендея «Глубокие мысли», что отсутствует на демоверсии песни, где вместо этого звучит гитарное соло. Кроме того, демоверсия включает в себя продолжительное вступление отсутствующее на версии вышедшей на сингле. По словам Кобейна, песня была исключена из альбома In Utero потому, что «была просто типичной, скучной песней. Мы могли написать её во сне. Не было смысла помещать её на альбом… на котором так много нойзовых песен подряд, что может показаться, что это сплошной нойз-альбом».

### Название
Изначальным названием In Utero было I Hate Myself and Want to Die. Однако Кобейн, опасаясь, что чёрный юмор названия не поймут критики и поклонники, а также будучи убеждённым бас-гитаристом группы Кристом Новоселичем, что на группу будут подавать в суд, изменил название. В октябре 1993 года, в интервью журналу Rolling Stone, Дэвид Фрике спросил Кобейна, насколько буквальным было название «I Hate Myself and I Want to Die»:

«Настолько, насколько может быть шутка. Не что иное, как шутка. Но мы решили убрать его вовсе не поэтому. Мы знали, что люди не поймут; они воспримут его слишком серьёзно. Оно было полностью сатирическим, высмеивающим нас самих. Обо мне думают как об этаком стервозном, хныкающем шизофренике с поехавшей крышей, который всё время хочет покончить с собой. „Он всегда чем-то недоволен“. И я думал, что это было забавное название. Долгий период времени я хотел, чтобы так назывался альбом. Но я знал, что большинство людей не поймёт его» — Курт Кобейн.
Оригинальный текст (англ.)As literal as a joke can be. Nothing more than a joke. And that had a bit to do with why we decided to take it off. We knew people wouldn't get it; they'd take it too seriously. It was totally satirical, making fun of ourselves. I'm thought of as this pissy, complaining, freaked–out schizophrenic who wants to kill himself all the time. "He isn't satisfied with anything." And I thought it was a funny title. I wanted it to be the title of the album for a long time. But I knew the majority of the people wouldn't understand it.

## Факты
- Рабочим названием песни было «Two Bass Kid»[5].
- Ноэл Галлахер, в одном из интервью сказал, что «I Hate Myself and Want to Die» вдохновила его на написание песни Oasis «Live Forever». Галлахер объяснил:

"["Live Forever"] была написана в расцвете гранжа, и я помню у Nirvana была песня «I Hate Myself and Want to Die», и я был типа: «У меня нет такого чувства». Как бы [Курт Кобейн] мне не нравился, у меня нет такого чувства. Я не понимаю людей, которые ходят обдолбанные героином и говорят, что они ненавидят себя и хотят умереть. Это глупо. Я не имею в виду, что она была написана как прямой ответ [музыке Nirvana], но я думал: «На хер такое, детям не нужно слышать этого!». Мне кажется, он был парнем у которого было всё, что и делало его несчастным. Но что только с нами не случалось, я всё ещё думаю, что просыпаться по утрам — самая замечательная вещь в мире".
Оригинальный текст (англ.)At the time, it was written in the middle of grunge and all that and I remember Nirvana had a tune called I Hate Myself and Want to Die, which I was like, 'Well, I'm not fucking having that. As much as I fucking like him and all that shit, I'm not having that. I can't have people like that coming over here, on smack, fucking saying that they hate themselves and they wanna die. That's fucking rubbish!' And I'm not saying it was written directly as a retort to that but that was my thinking was 'Fuck that, man, kids don't need to hear that sort of nonsense.' It seemed like to me he was a guy that had everything, and was miserable about it. But we had fuck all! And I still thought that getting up in the morning was the greatest fucking thing ever.

- I Hate Myself and Want to Die было первоначальным названием автобиографии журналистки Элизабет Вурцель, которая впоследствии изменила его на Prozac Nation (рус. «Нация прозака»)[7].